# 瓦特林根
瓦特林根是德国下萨克森州的一个市镇。总面积17.68平方公里，总人口6030人，其中男性2954人，女性3076人（2011年12月31日），人口密度341人/平方公里。